# Східна деспотія
Деспотія східна (азійська) (від грец. despoteia — необмежена влада) — особлива форма монархії, що склалася на Стародавньому Сході.

## Загальні відомості
Східній деспотії притаманні необмежена влада монарха, він є верховним власником землі,освячення особи монарха релігією, централізована система управління економікою, наявність живого бюрократичного апарату. Як правило, існувало 3 галузі управління: фінансове, військове і відомство громадських робіт (на берегах річок). «Класичним» виявом східної деспотії був політичний устрій Стародавнього Єгипту особливо у III тисячолітті до н.е та Вавилону. Панівними верствами в суспільстві були жреці, цивільні, військові чини та інші.